# Kraggewölbebauten aus Trockenmauerwerk

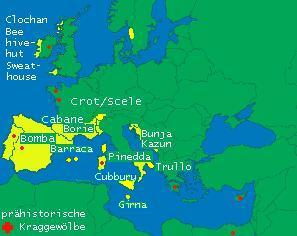
Verbreitung prähistorischer Kraggewölbe

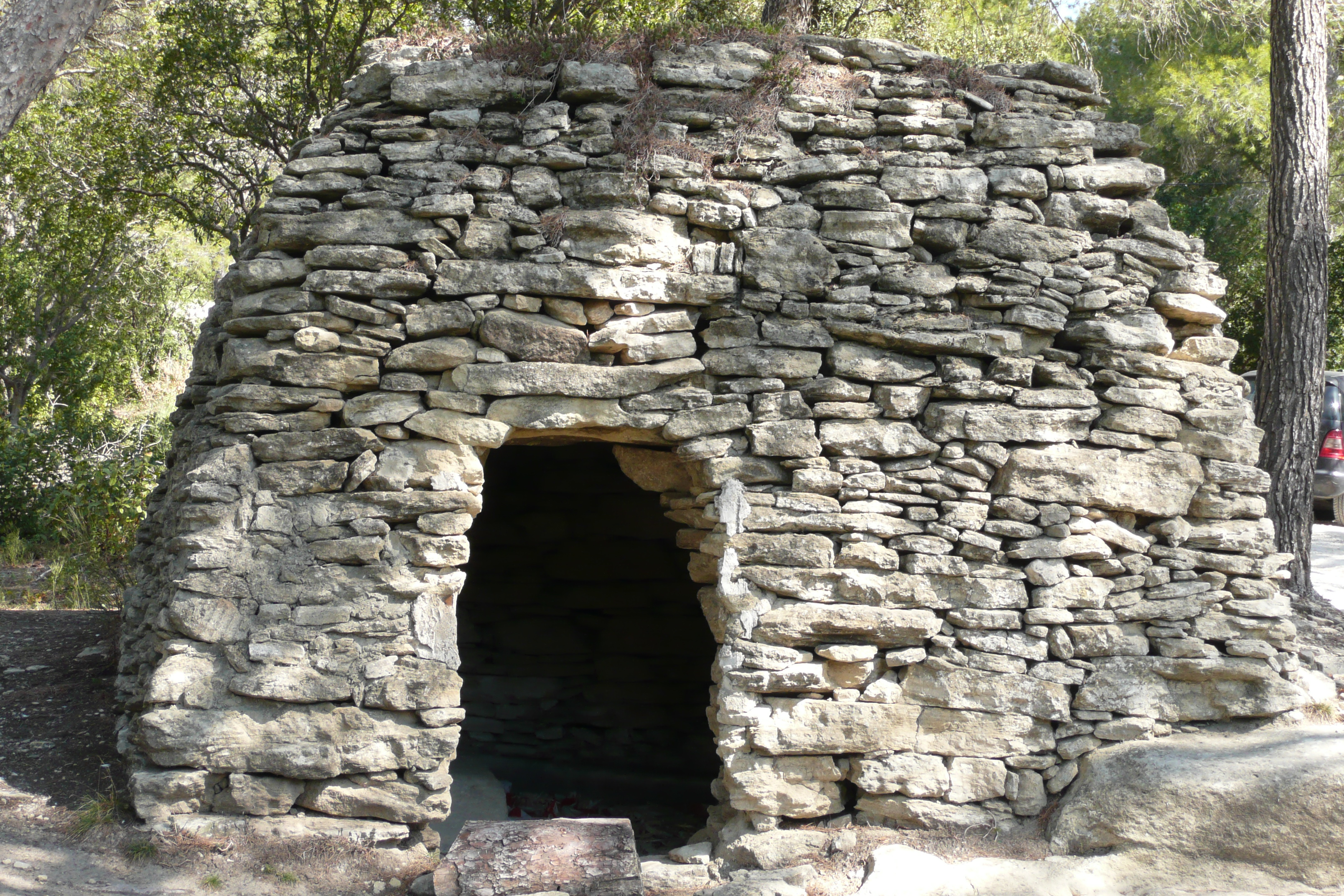
Borie von Saumane-de-Vaucluse

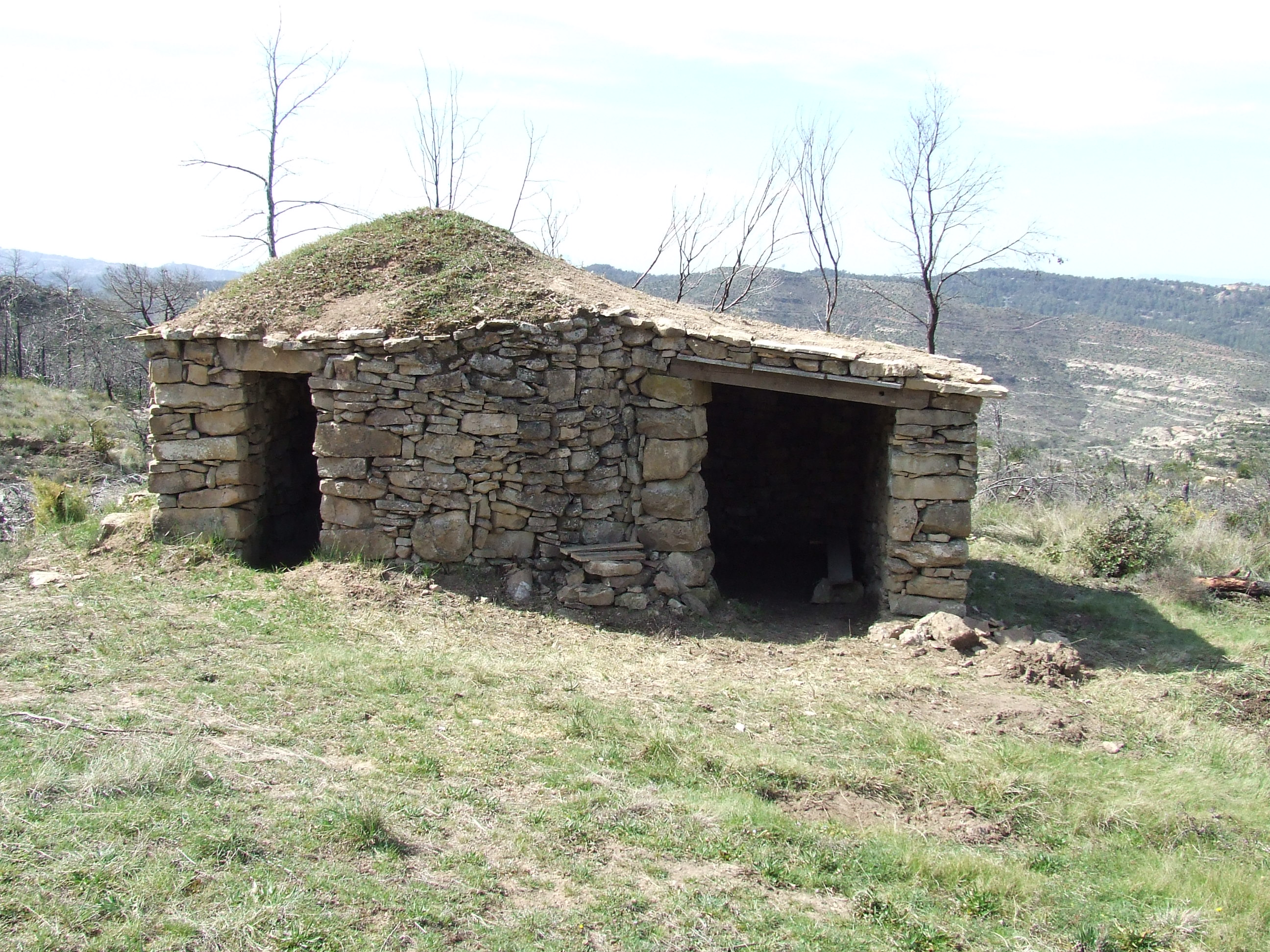
Barraca (mit neuzeitlichem Anbau) in Katalonien

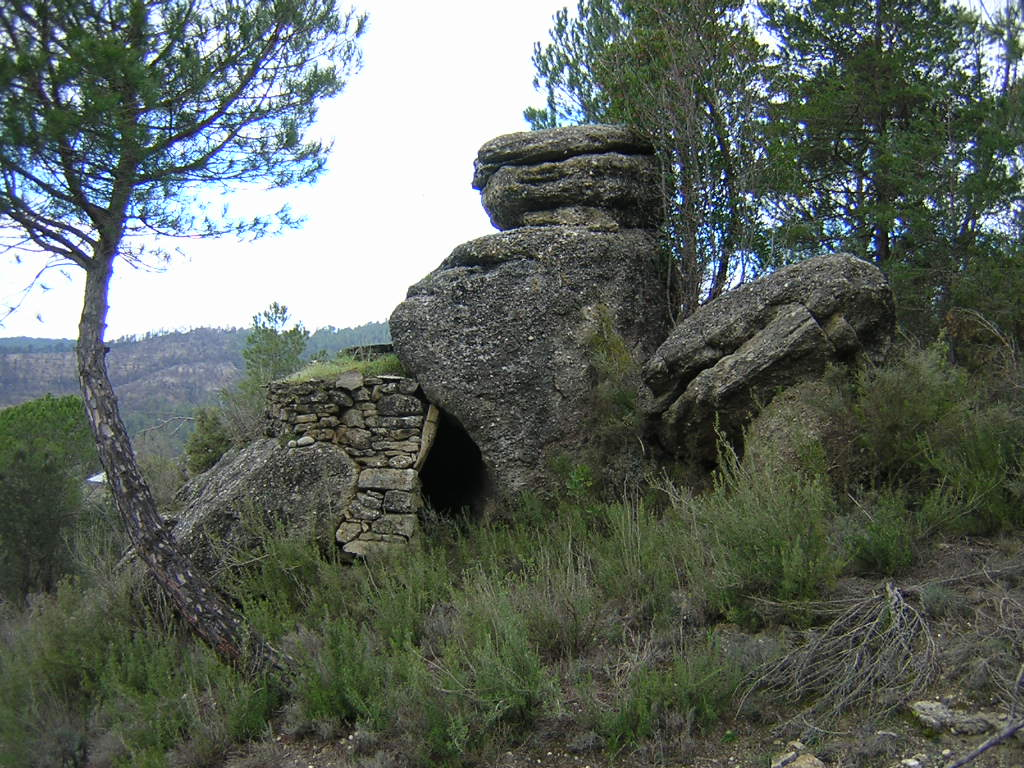
Barraca von Baga de la Coma in Katalonien

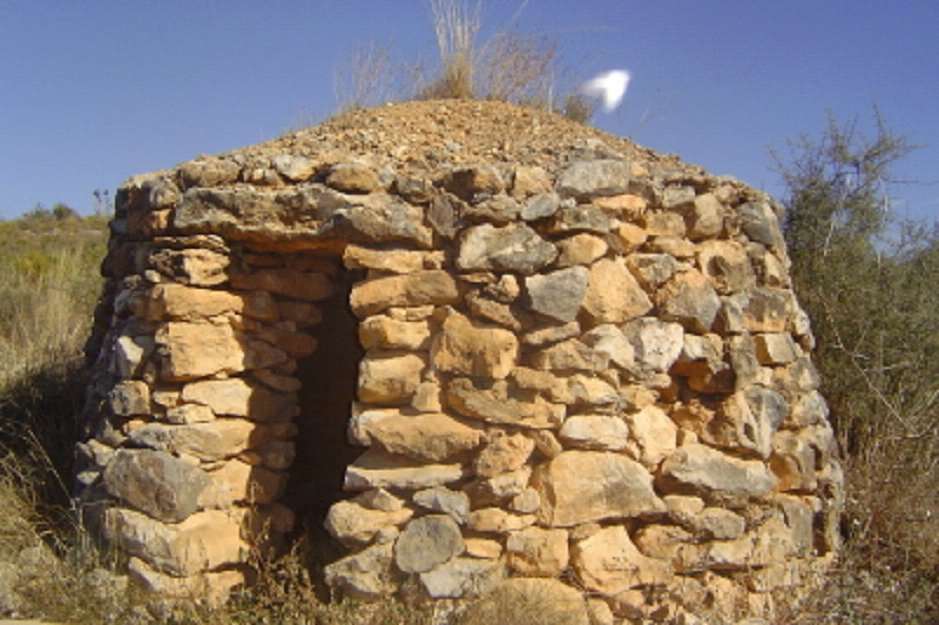
Catxirulo bei Valencia

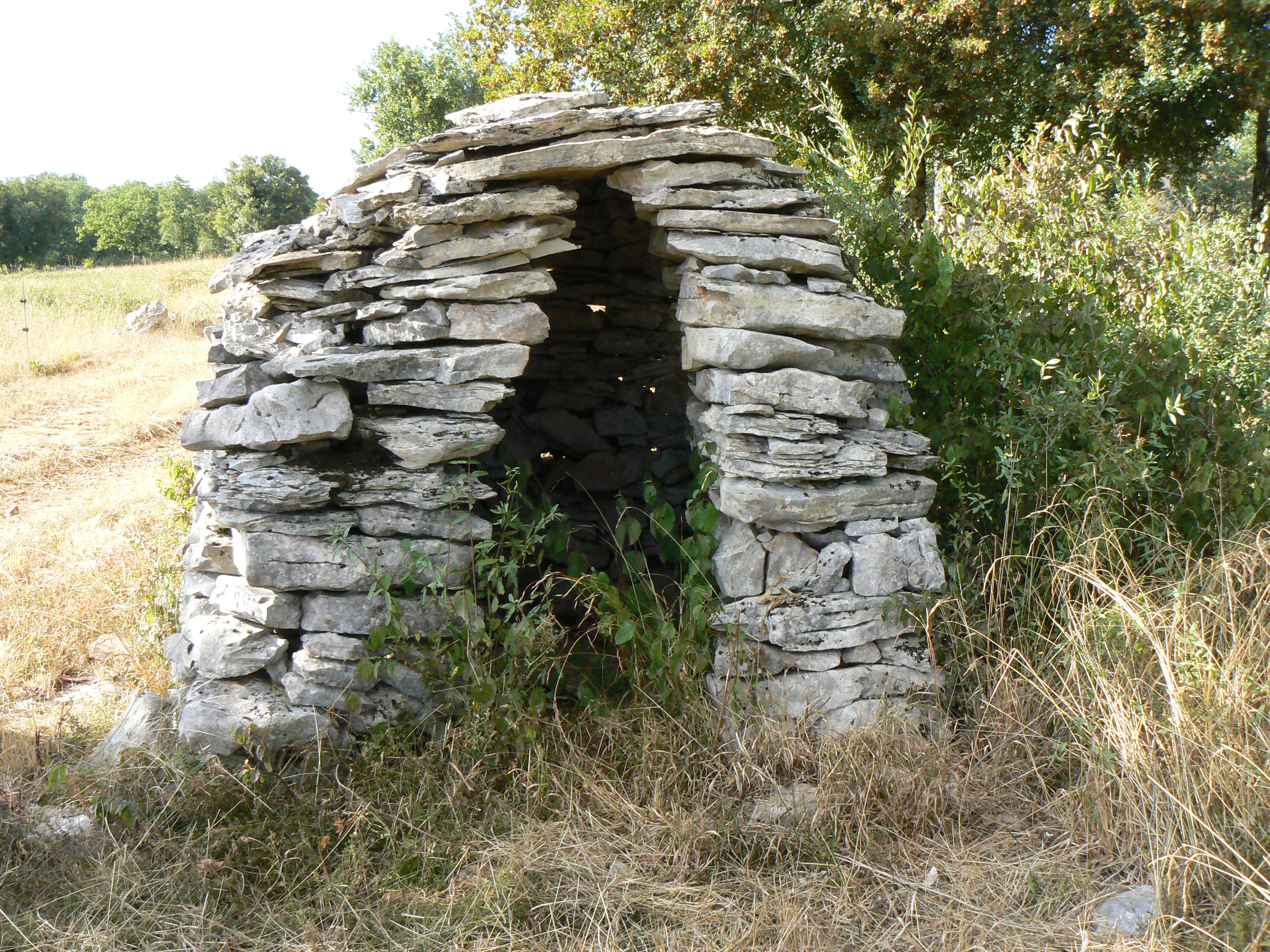
Cabane von Berger

Kraggewölbebauten aus Trockenmauerwerk gehören seit der Steinzeit bis in die Gegenwart zu den ländlichen Gebäuden, die in verschiedenen Regionen Europas in einer tholosartigen Technik errichtet wurden, die – nach bisherigem Kenntnisstand – zuerst auf Zypern auftritt. Beispiele finden sich dann rund um das Mittelmeer, aber auch die neolithischen Kulturen der Bretagne, Großbritanniens und Irlands nutzten sie als Kammerdecken in Megalithanlagen (z. B. Cairn von Barnenez, Kuppelbauten der Hebriden und Newgrange). Zu Form und Statik der Gewölbe siehe Kraggewölbe.
Das Kraggewölbe aus kleinformatigen naturbelassenen flachen Steinen (keine Rollsteine) ist im ländlichen Umfeld bis in die Neuzeit verbreitet. Einer der letzten Feldställe aus Trockenmauerwerk in Irland wurde 1960 auf der Dingle-Halbinsel errichtet.

## Verbreitung
Im Frühmittelalter entstanden viele runde und rechteckige Bauten. In die englischsprachige Literatur gingen die steinernen Rundhütten als Beehive-huts, die Kuppelbauten der Hebriden als „beehive shielings“ ein. Eine rechteckige Form des trocken gemauerten Gewölbes entstand mit der Naveta auf den Balearen. Das frühchristliche Gallarus Oratory auf der Dingle-Halbinsel im County Kerry in Irland oder die große Steinhütte bei Gordes (im Département Vaucluse) in der Provence sind ebenfalls Gewölbebauten auf rechteckiger Basis.
Im bäuerlichen Umfeld genutzte steinerne Kuppelbauten, die keine ältere megalithische Tradition fortsetzen, gibt es in Istrien (Kažun und Komarda), an der dalmatinischen Adriaküste (Bunje auf Brač, oder Trim auf der Insel Hvar), in Slowenien (Hiska und Koca), auf Sardinien (Pinnetta), auf Sizilien (Cubburo oder Pagghiaru), im Puschlav (Crot und Crott oder auch Scéle genannt). Es gibt Hinweise auf Kuppelbauten im schwedischen Bohuslän und auf Island. Agrarisch genutzt werden bzw. wurden in den ehemaligen Megalithgebieten die menorquinische Baracca, die spanische Catxirulo und Bombo (in Tomelloso als Museumsbau errichtet), der Cubburo und der Dammuso auf Sizilien bzw. Pantelleria, der apulische Trullo, die Borie und die Cabane in Südfrankreich, die Girna auf Malta, sowie teils sehr komplexe steinerne Hütten (Chafurdão mit und Choça ohne Traggewölbe) in Portugal und auf den Hebriden.
Die traditionelle Volksarchitektur ist reich an regionalen Mustern, die von den geomorphologischen Merkmalen, dem Klima und damit der Vegetation, den historischen und soziokulturellen Faktoren, der wirtschaftlichen Basis und der Kontinuität des traditionellen Ausdruckes konditioniert werden.

## Forschung
Briten, Franzosen, Italiener, Jugoslawen, Portugiesen, Spanier, Basken, Schweizer und der Deutsche Gerhard Rohlfs waren die ersten, die etwa seit 1912 rustikale Gewölbebauten beschrieben. Rohlfs zeigt, dass Europa von kleinen Kuppelbauten förmlich überzogen war. Er widmete sich aber primär dem Trullo und erwähnt z. B. die maltesischen Giren, sowie die sizilianischen Kuppelbauten und die anatolischen Kuppelzisternen nicht.

## Beispiele

### Beehive-hut

Bienenkorbhütte oder Clochán

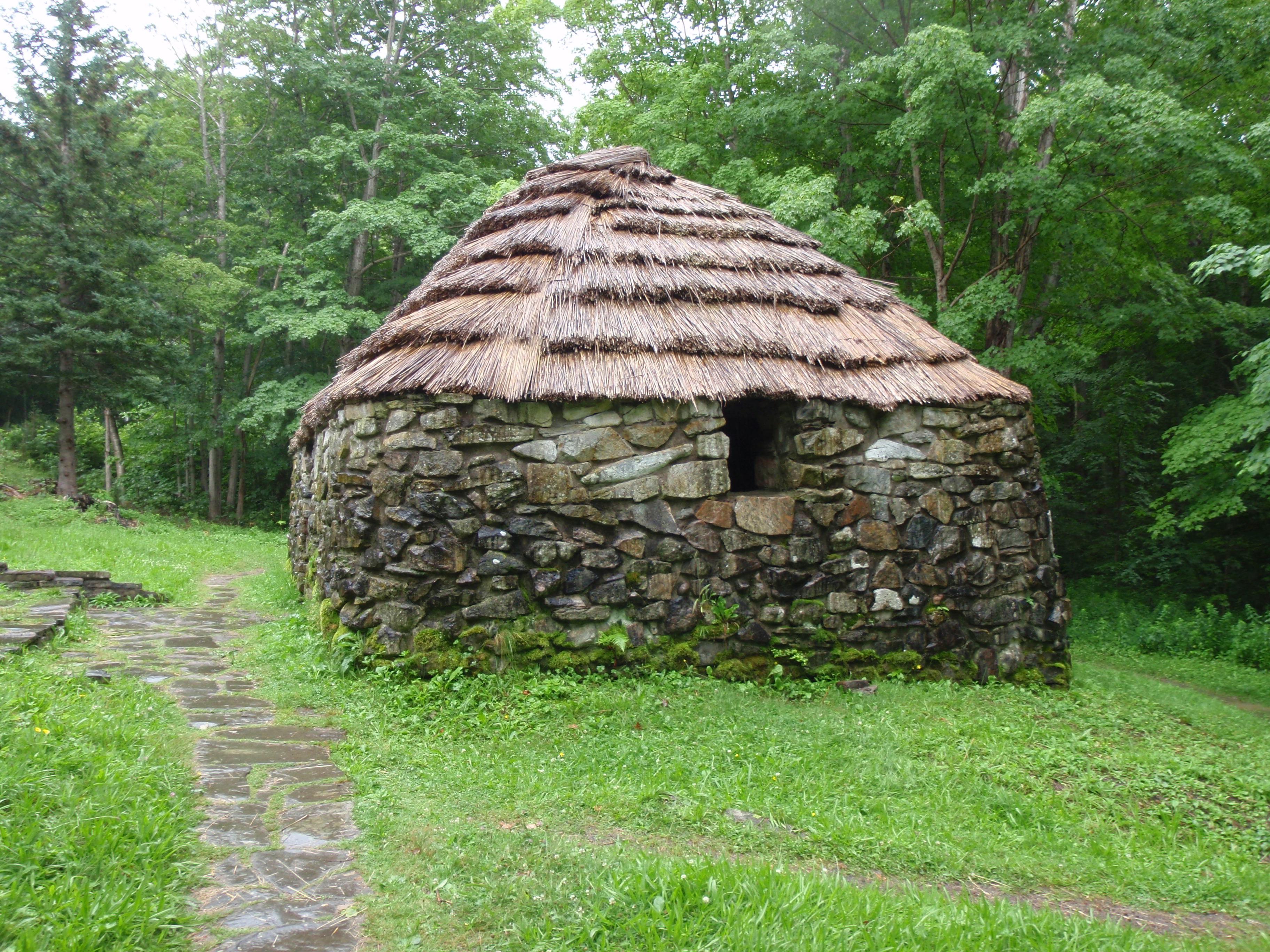
Shieling oder Bothran

Beehive-hut oder Bienenkorbhütte ist die Gattungsbezeichnung der auf den Britischen Inseln errichteten Bauten. Die Exemplare heißen auf Irisch Clochán und in Schottland Lone Shieling.
Auf der Hebriden-Insel Lewis zeigt sich eine von F. W. L. Thomas 1858 und A. Mitchell 1880 beschriebene innere Gestaltung, die ansonsten für Megalithanlagen kennzeichnend ist. Insbesondere tritt die dreifach-Nische der Passage Tombs des Newgrangetyps hervor. Schwellensteine, die diese Nischen abtrennen, weisen auf Sakralbauten. Die Nachnutzung derartiger Bauten zu profanen Zwecken belegen einige lokale Strukturen. Eine nur periodisch bewohnte Hütte (Airigh A’ Sguir), als die diese Bauten zur Zeit ihrer Entdeckung genutzt wurden, wäre mit einer wesentlich simpleren Ausgestaltung zurechtgekommen.

### Borie, Cabane, Casela und Gariotte
Die Borie ist ein provenzalisches Steinhaus mit Spitzdach, das der sardischen Pinedda und Hütten an der östlichen Adriaküste ähnlich sehen kann. Der Name Borie stammt aus dem späten 19. Jahrhundert. Derartige Kraggewölbe sind in Südfrankreich unter anderem in der Region Alpes-Maritimes anzutreffen. Sie stammen offenbar aus dem benachbarten Ligurien und sind etwa seit 600 v. Chr. in den Seealpen belegt. Alte Bories finden sich oft nah bei oder sogar innerhalb ligurischer Oppida, wo sie vermutlich wie andere Kuppelbauten eine kultische Funktion hatten. Die Bauweise wurde in christlicher Zeit profaniert und findet sich hier in alten Schäfereien, wo sie bis in die jüngste Zeit ihre Dienste tun. 
In anderen Gegenden Südfrankreichs werden nach ähnlichen Prinzipien konstruierte Bauten Gariotte, Capitelle bzw. Cabane en pierre sèche oder Casela genannt.

Cabane
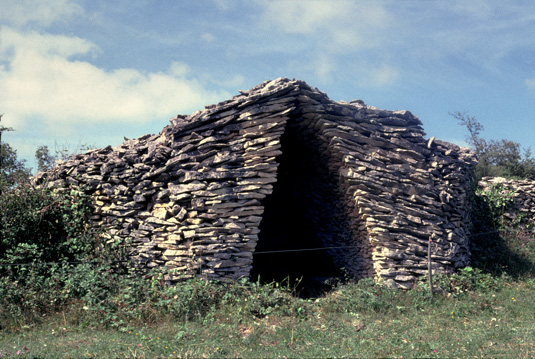
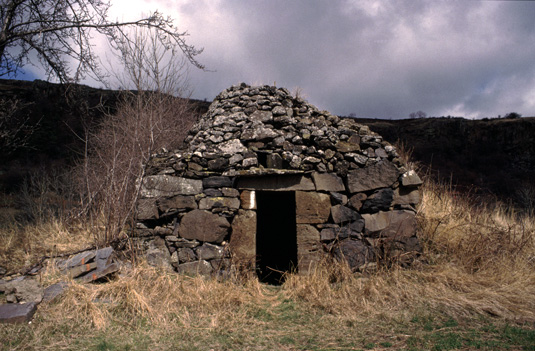
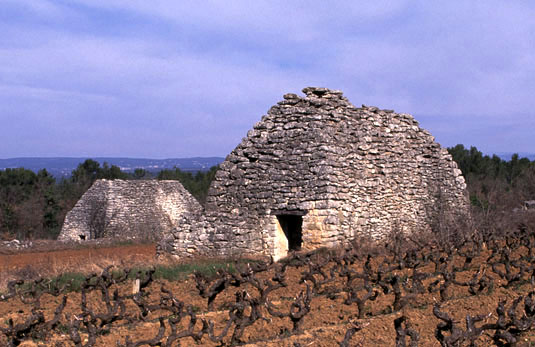
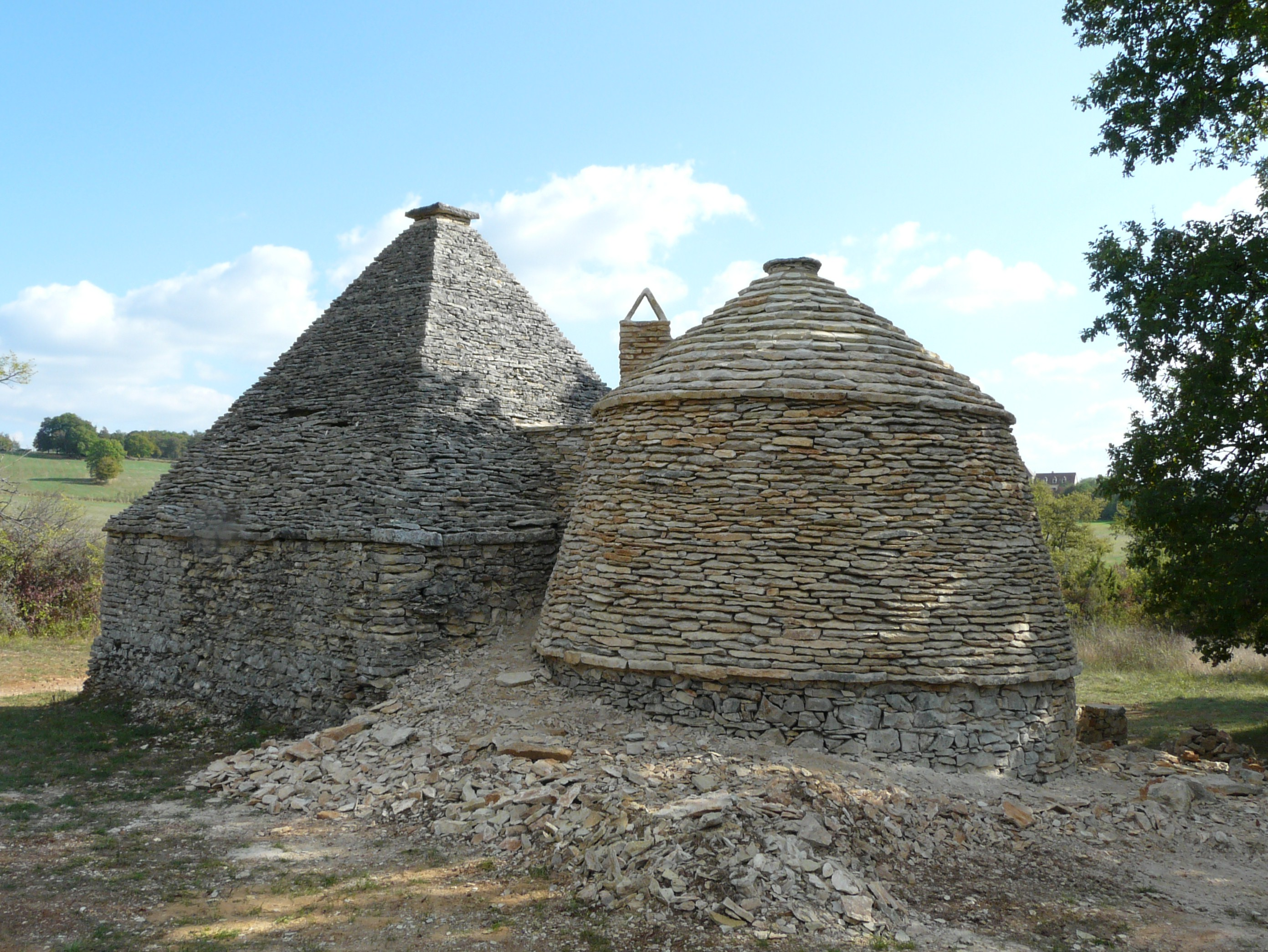

### Baitelli
Die Baitelli von Sernio der italienischen Gemeinde Sernio sind eingeschossige, einräumige, landwirtschaftliche "Rundbauten" vergleichbar den Crot des Puschlav, Kanton Graubünden, Schweiz. Sernio grenzt südlich mittelbar an das Puschlav.

### Crot
Die Crot des Puschlav (singular und plural) sind meist eingeschossige, einräumige, landwirtschaftliche "Rundbauten" im Puschlav, Kanton Graubünden, Schweiz.

### Die Girna
Girna (plur. Giren) heißen die Feldställe oder Schäferhütten, die in der noch unverstädterten Hälfte Maltas und auf Gozo zu finden sind. Aleksandra Faber war die erste Gelehrte, die Maltas Giren in "Le Bunje" beschrieben hat. Die Bauweise war während der maltesischen Tempelphase auf Malta noch unbekannt und muss bei der zweiten Besiedlung Maltas nach 2000 v. Chr. von sizilianischen Einwanderern mitgebracht worden sein. Auf Sizilien gibt es ähnliche Bauten nahe dem Ätna, die dort Pagghiaru heißen.

Malta und Apulien
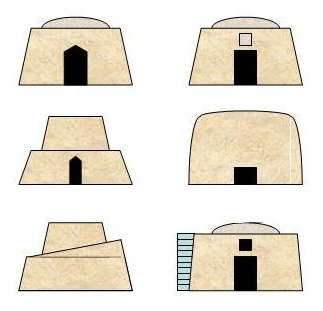
Giren auf Malta
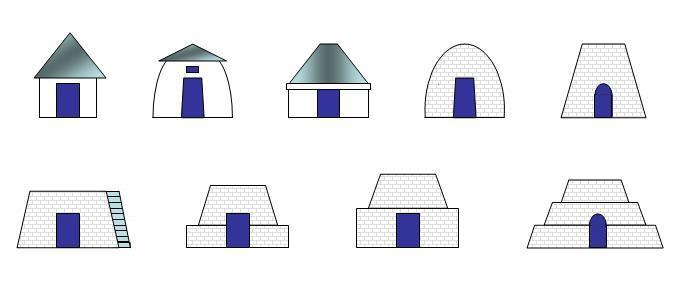
Formen von Trulli

### Das Kažun

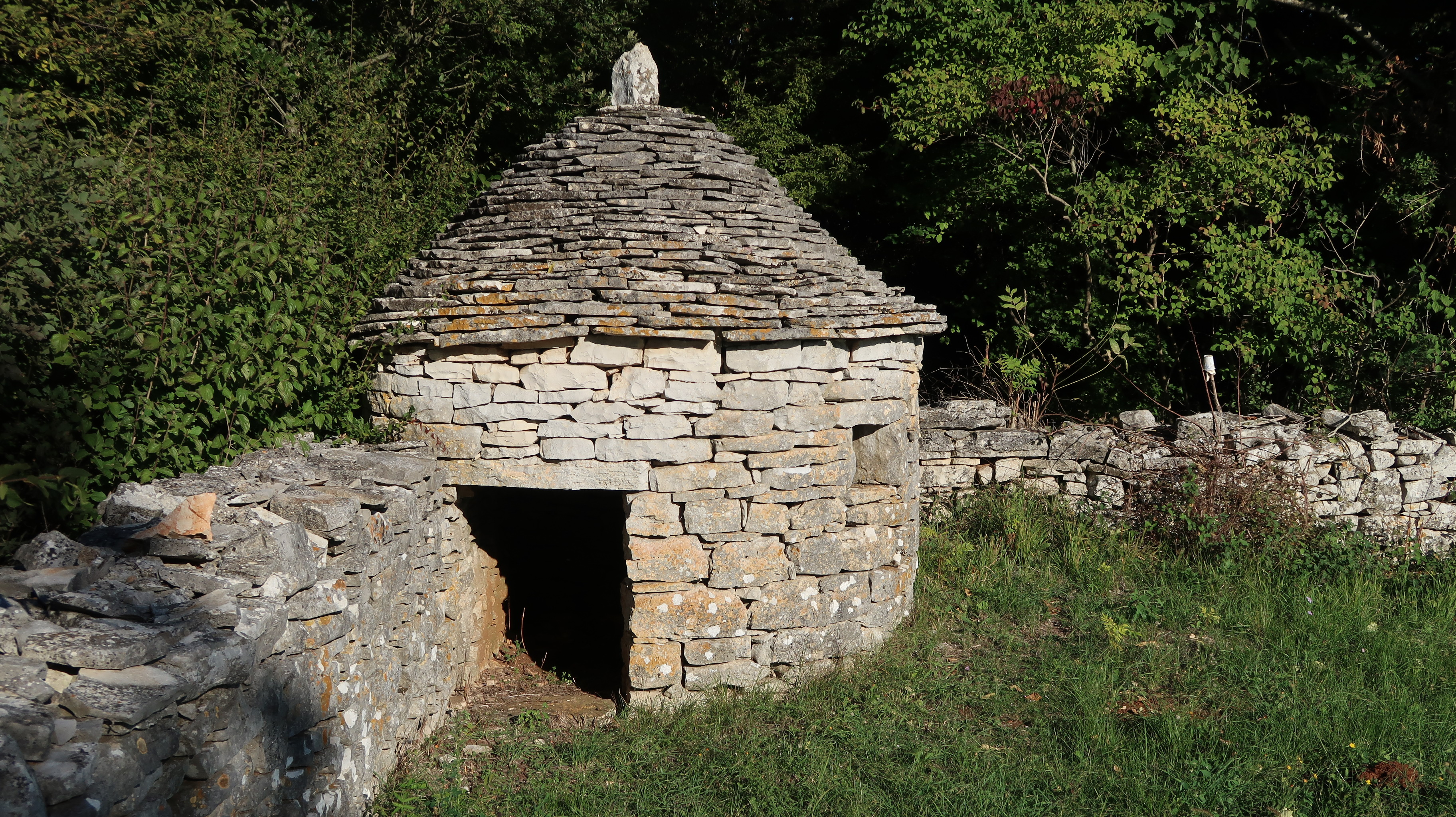
Kažun als Eckbegrenzung in einer Trockenmauer in Kanfanar

Das Kažun (plur. Kazuni) ist eine im kroatischen Teil Istriens vorkommende Art Feldunterstand, bis zu 30 m² groß, rund oder eckig.

### Der Trullo
Trullo (italienisch), plur. Trulli, ist eine Bezeichnung für die vor allem in Apulien vorkommenden Häuser oder Ställe, bei deren bekannteren Formen sich die Steindächer nach oben zipfelartig verjüngen und mit einem symbolischen Schlussstein abgeschlossen werden. Die schuppenartigen dunklen Bruchsteindächer geben dem weißen Trullo, der ursprünglich in den Feldern stand, sein charakteristisches Aussehen. Die bis zur Mitte des letzten Jahrhunderts vergessenen „Arme Leute-Häuser“ erlebten eine Renaissance und werden heute als Ferienwohnungen angeboten. Die Trulli von Alberobello, einer ursprünglichen Landarbeitersiedlung gehören zum UNESCO-Welterbe. Es gibt aber auch eine Vielzahl völlig anders gestalteter Trulli. Darunter sind besonders auffällige Exemplare die runden und quadratischen pyramidenartig, einfach oder mehrfach gestuften oder konischen Bauten.

## Galerie

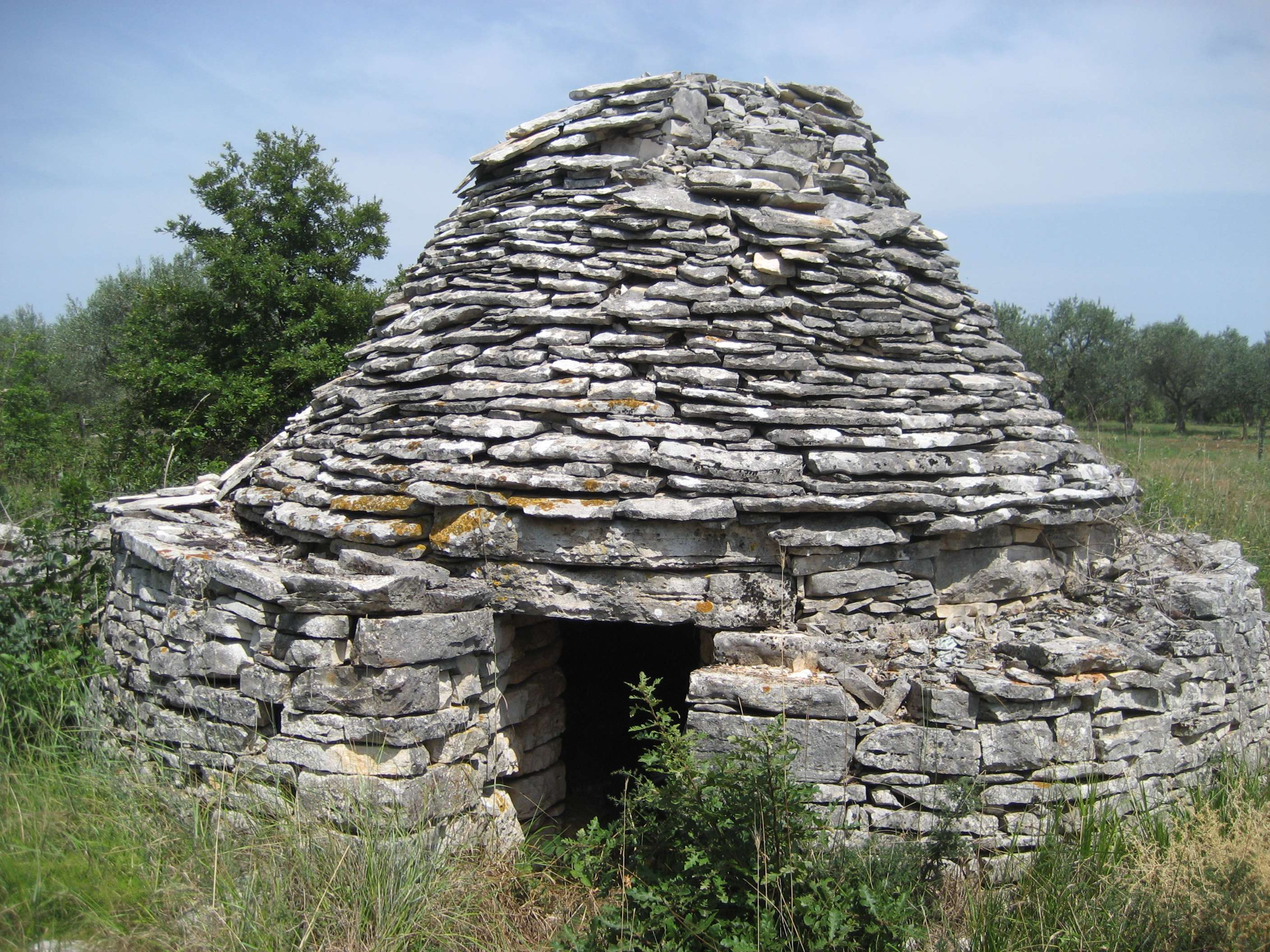
Kažun auf Istrien, Kroatien
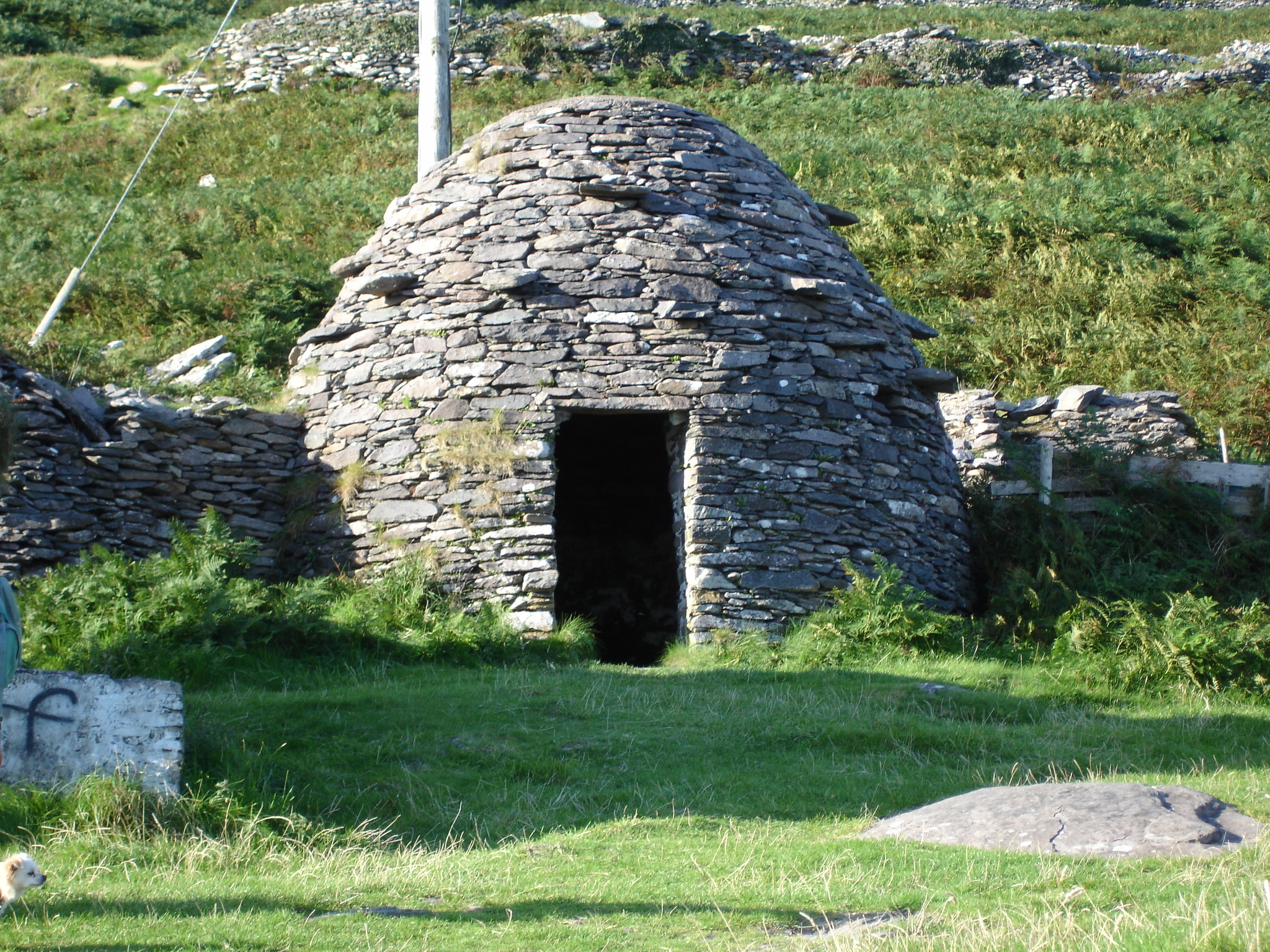
Bienenkorbhütte auf der Dingle-Halbinsel
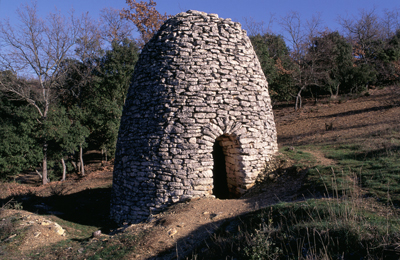
Borie im Luberon
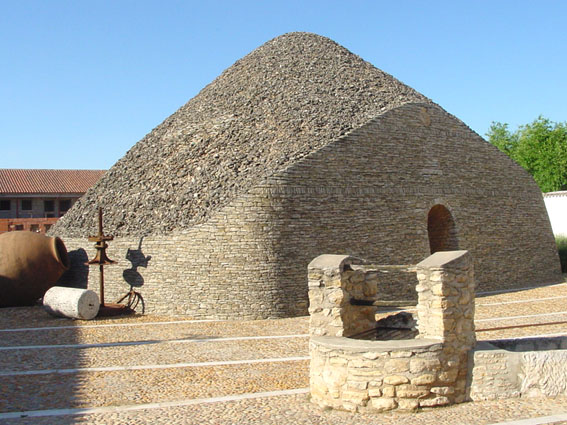
Bomba von Tomelloso, Spanien
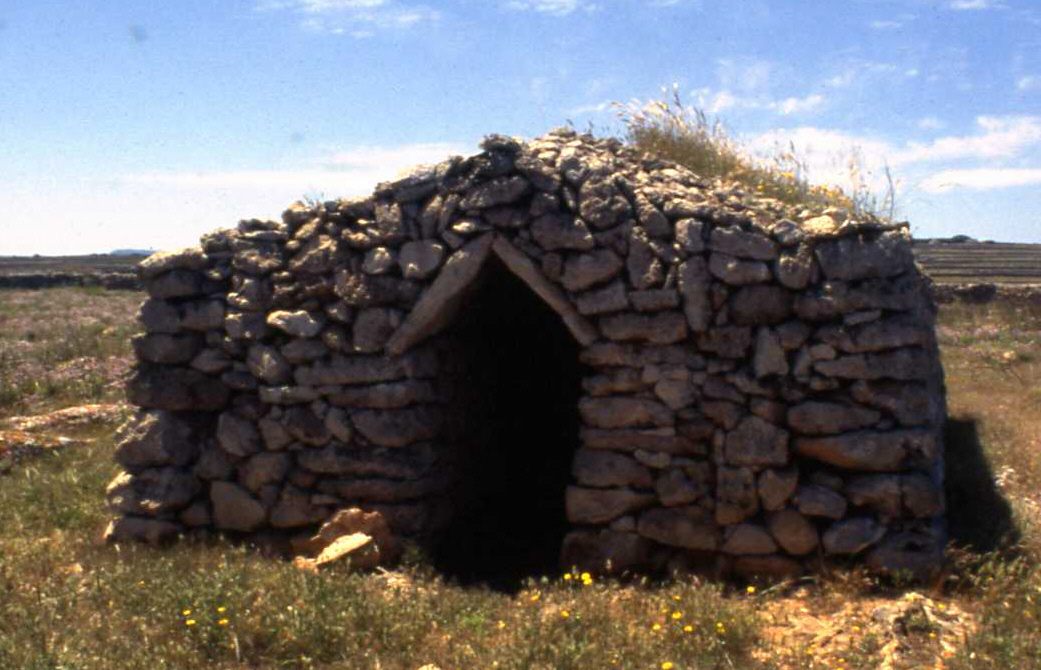
Bombo in Spanien
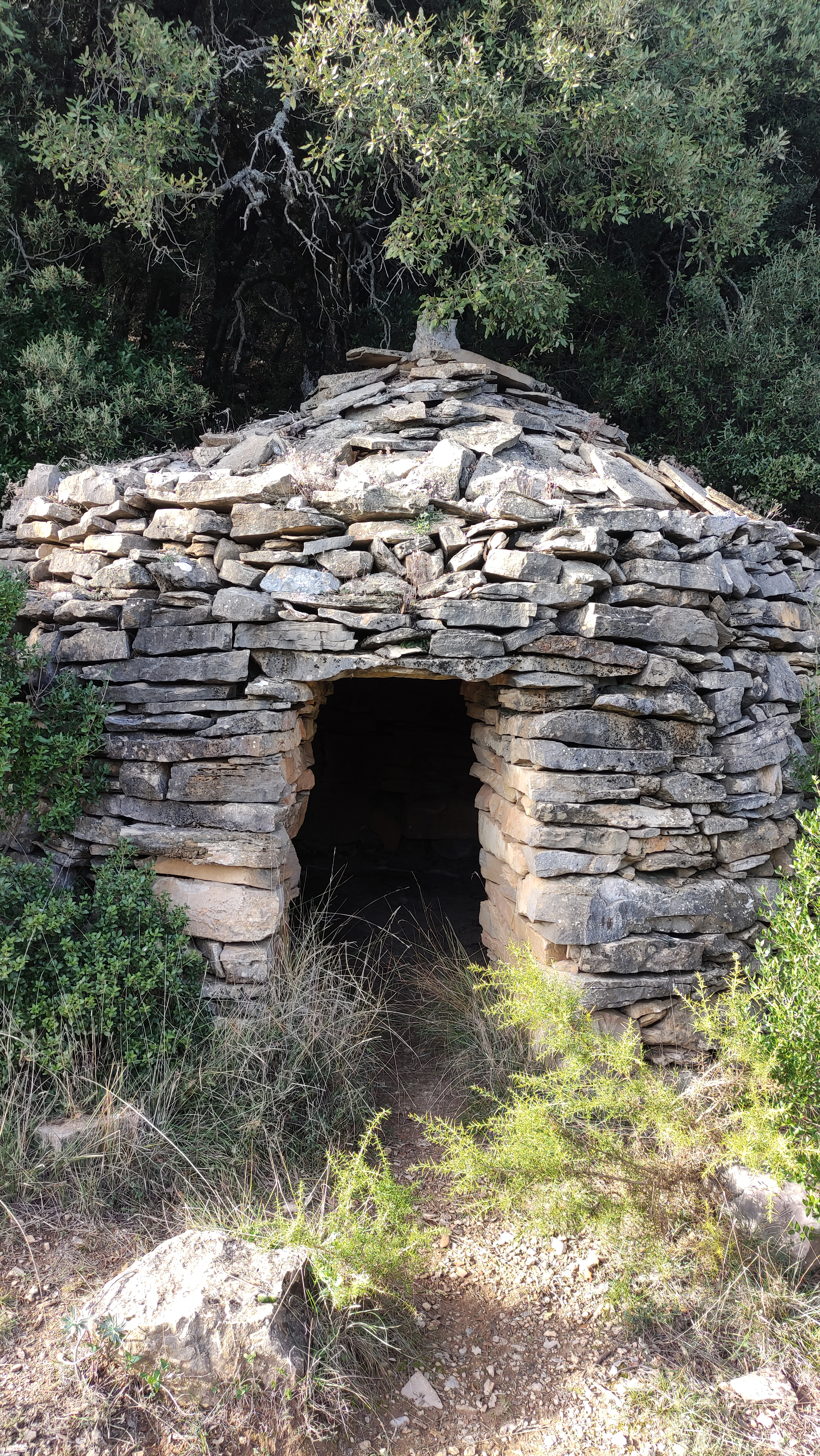
Barraca von Catí, Spanien
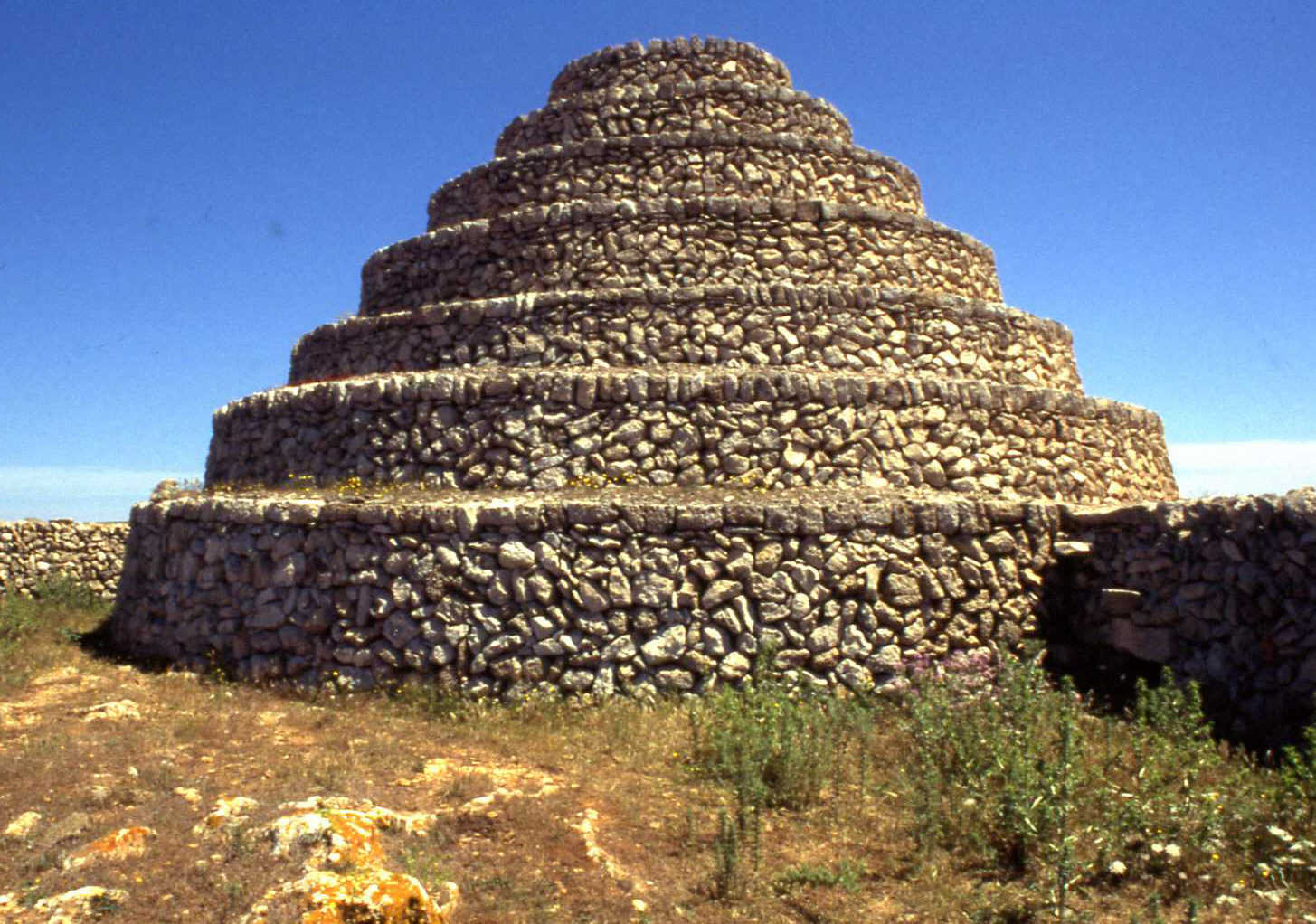
Barraca auf Menorca
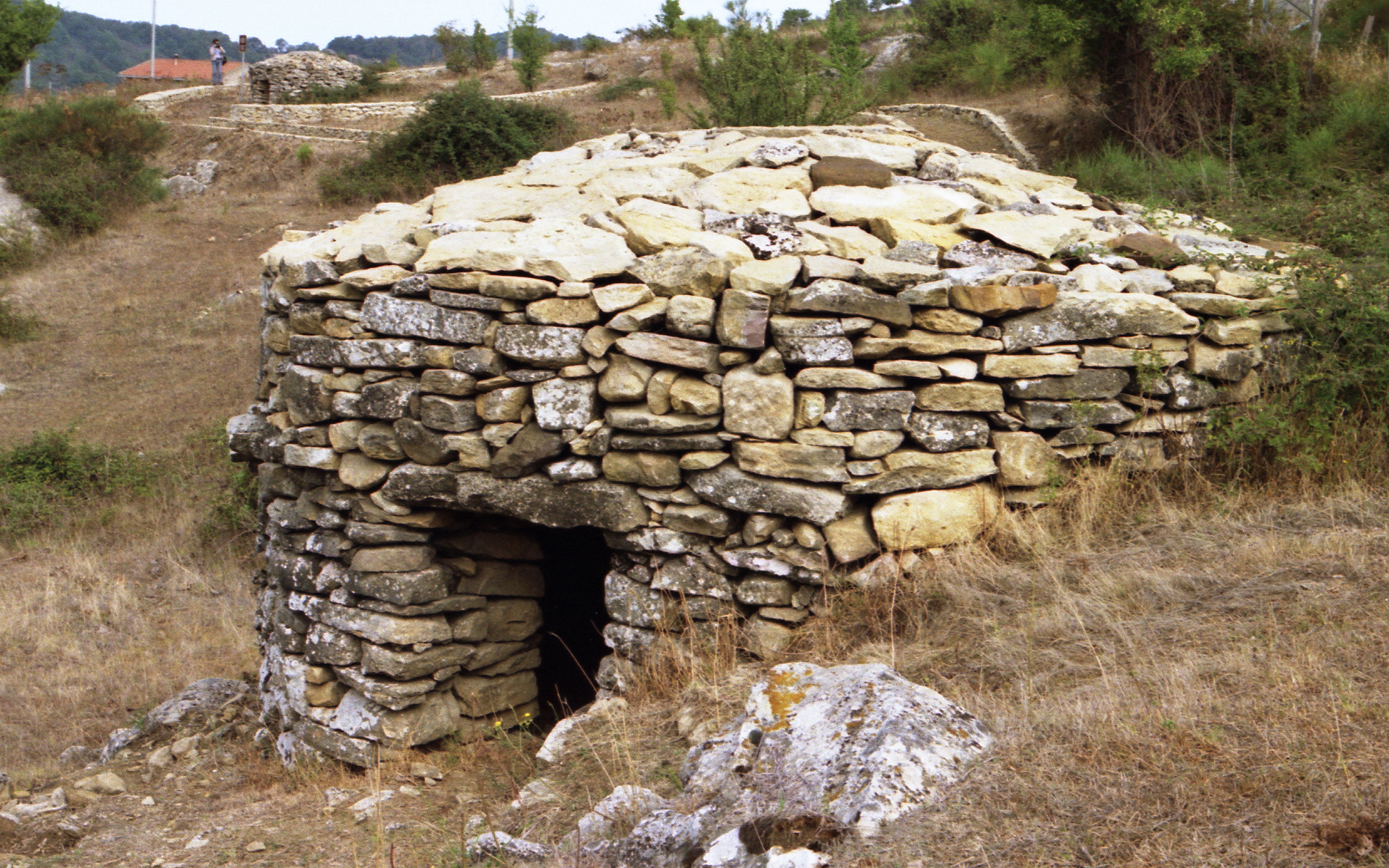
Cùbburo auf Sizilien
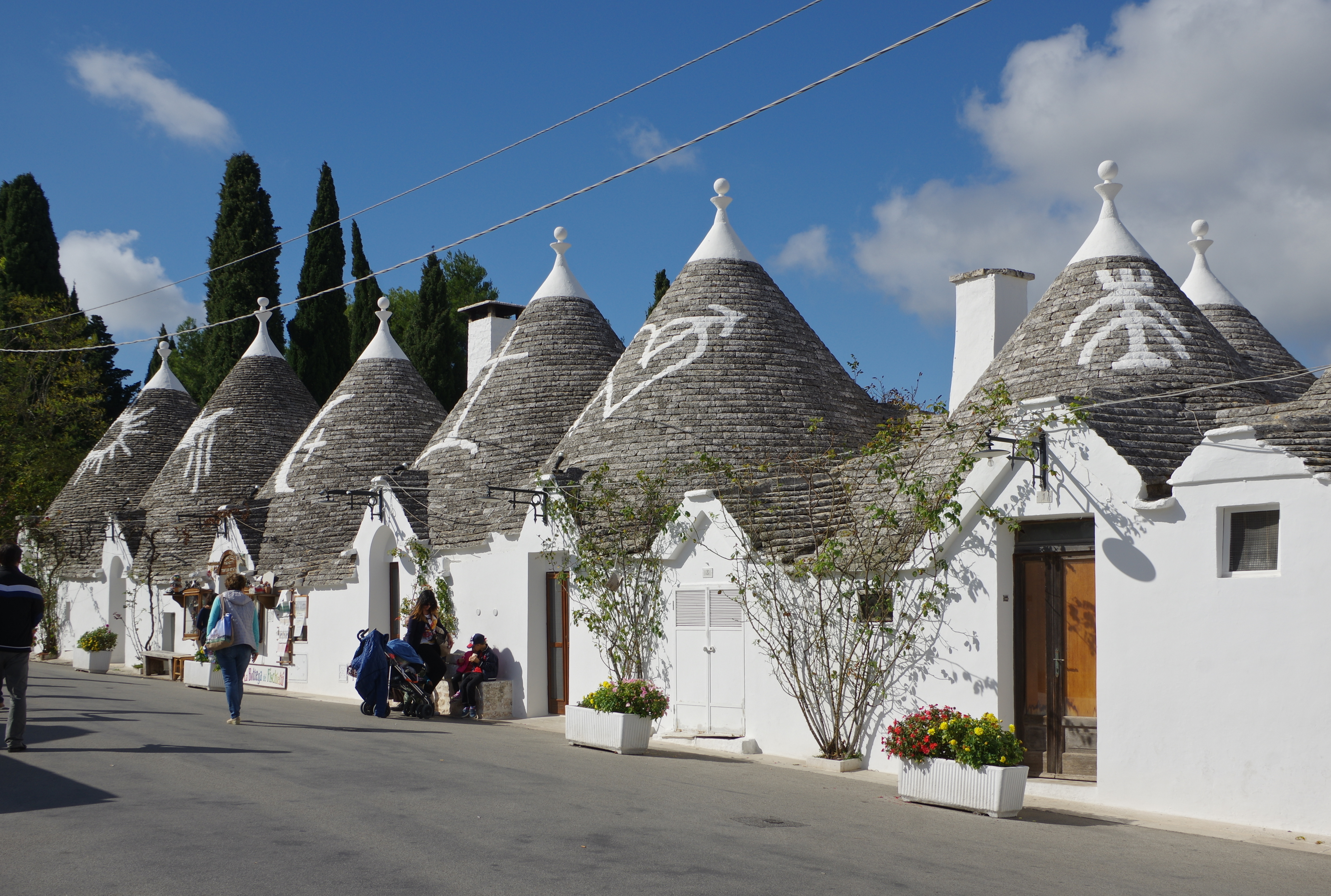
Trulli als Ferienhäuser in Alberobello
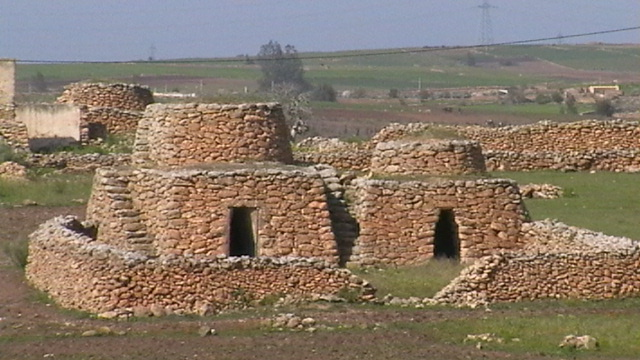
Tazotas in der Region Doukkala, Marokko
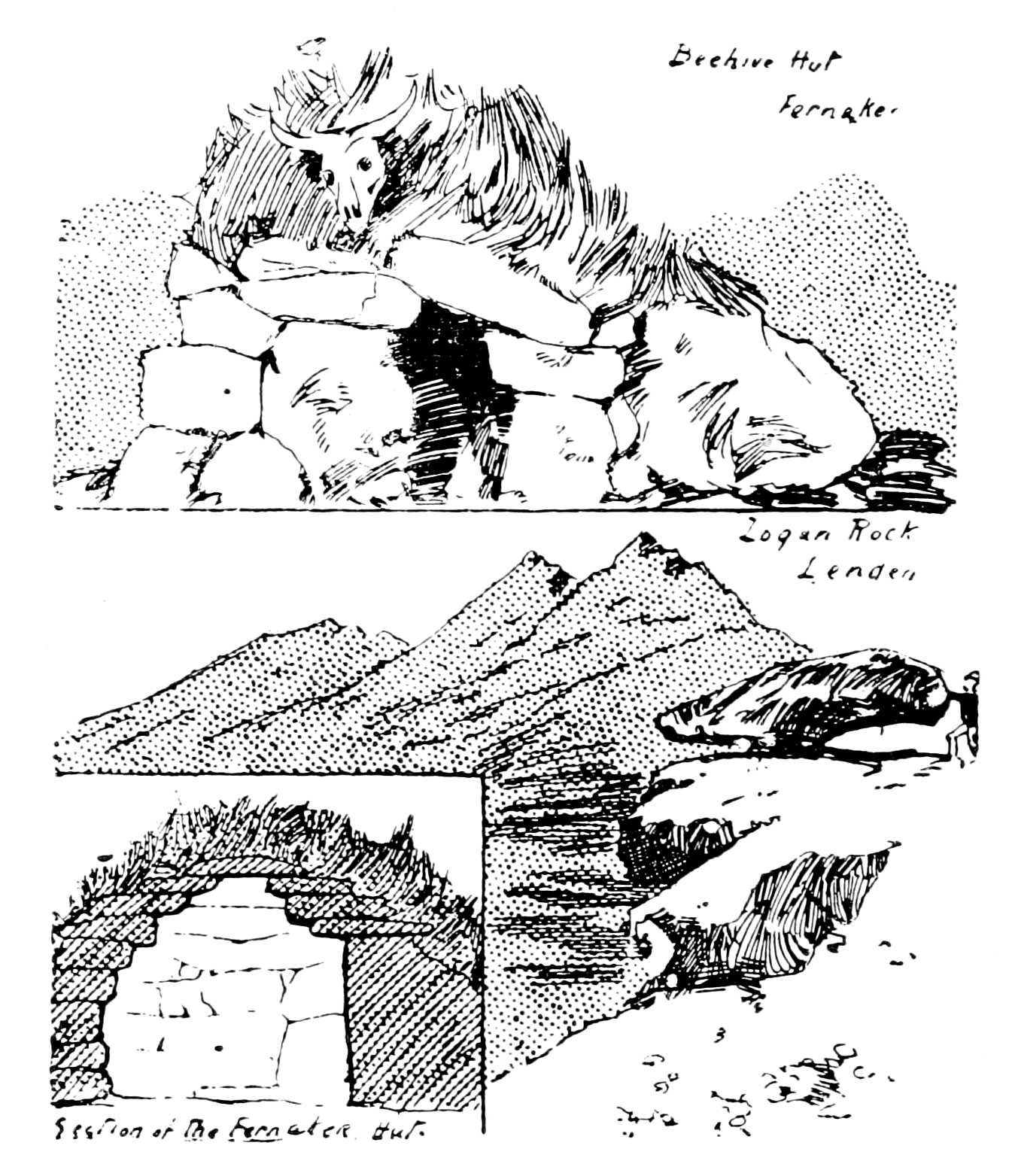
Blid im Book of the West